# Маломет, Моисей Исаевич
Моисей Исаевич Маломет (1871—?) — советский дирижёр и музыкальный педагог.

## Биография
Родился 22 апреля (4 мая) 1871 года в Томске. Отец, Ицхок-Бенедикт Симхович (Исайя Семёнович) Маломет, был барабанщиком в Томском батальоне, работал дирижёром в Томском театре Евгения Королёва. Мать, Хава Мордховна, была домохозяйкой.
В 1889 году окончил Томское реальное семиклассное училище. Начальное музыкальное образование получил у отца; играл на скрипке в его оркестре. В 1894—1895 годах посещал музыкальные классы Томского отделения Русского музыкального общества, после чего уехал в Варшаву, где поступил в консерваторию — учился по классам фагота и фортепиано. Получив по окончании её звание дирижёра-капельмейстера вернулся в 1898 году в Томск.
С 1901 года — дирижёр Томского драматического театра. В 1903—1904 годах был капельмейстером 8-го Томского Сибирского пехотного полка, вместе с которым участвовал в русско-японской войне.
В 1917 году организовал Томский профессиональный союз оркестрантов. В 1920-х годах продолжал дирижировать в драматическом театре. В 1930-х годах начал активную преподавательскую деятельность: дирижировал оркестром Томского дома художественного воспитания детей и свыше двухсот его учеников стали музыкантами военных оркестров; в Томском музыкальном училище возглавил класс оркестрового дирижирования. В 1938—1940 годах был уполномоченным Новосибирской филармонии в Томске. Во время Великой Отечественной войны был директором концертно-эстрадного бюро и одновременно директором Городского сада.
В 1946 году добился открытия в Томске филармонии и организовал Томский симфонический оркестр, став его первым дирижёром.
Дата смерти неизвестна; предполагается, что он умер в Томске до 24 июня 1961 года.